# Лінолева кислота
Лінолева кислота — поліненасичена омега-6 жирна кислота. За кімнатної температури є безбарвною рідиною. Має ліпідне число 18:2 (цис,цис-9,12). За хімічними ознаками — органічна кислота із довжиною ланцюга із 18-ти атомів вуглецю і двома подвійними цис-зв'язками. Перший розташований на шостому атому вуглецю, починаючи із метильного кінця. Таким чином лінолева кислота належить до ω-6 жирних кислот.
Лінолева кислота належить до одного з двох сімейств незамінних жирних кислот. Це означає, що людський організм самостійно не може синтезувати її із інших простих поживних речовин.
Деякі медичні дослідження показують, що надмірна кількість деяких ω-6 жирних кислот по відношенню до ω-3 жирних кислот, може мати негативні наслідки для здоров'я. Це пов'язано із тим, що обидва класи жирів обробляються в одній метаболітичній системі. Лінолева кислота як доведено у 2025 сприяє Тричі негативному раку грудей.

## У фізіології
Лінолева кислота використовується в біосинтезі арахідонової кислоти, а також деяких простагландинів, лейкотрієнів  і тромбоксану . Її знайдено в ліпідах клітинних мембран. В значній кількості входить до багатьох рослинних олій, складає більше половини (за вагою) складу олії маку, сафлори, соняшнику, кукурудзи та сої.
Лінолева кислота є незамінною жирною кислотою, яка повинна споживатися для належного стану здоров'я. Дієта із дефіцитом лінолеатів (сольові форми кислоти) викликає м'яке розтягнення шкіри, випадання волосся, також погане загоєння ран у щурів.
Мертві таргани виділяють суміш речовин, запах яких відлякує істот того ж виду. Це дозволяє живим особинам уникати потенційної небезпеки (у випадку загибелі від хвороб чи інфекцій). Аналіз виділень показав, що основними складовими є олеїнова та лінолева кислоти, та їх суміші, в залежності від виду комах. Подібні механізми були виявлені у мурах і бджіл.

### Метаболізм
Першим кроком у метаболізмі лінолевої кислоти відбувається (дельта-6)десатурація, в результаті кислота перетворюється на гамма-лінолеву кислоту.
Існують дані, що в дітей відсутній механізм Δ6-десатурази, і дитячий організм повинен отримувати гамма-лінолеву кислоту із грудним молоком. Дослідження показують, що грудне молоко, яким годують немовлят має велику концентрацію гамма-лінолевої кислоти. На противагу, в немовлят, яких вигодовували штучними сумішами, зафіксований підвищений вміст концентрації лінолевої кислоти.
Наступним етапом в організмі гама-лінолева кислота перетвориться в дигомо-гамма-ліноленову, яка в подальшому перетворюється на арахідонову кислоту. Однією з можливих ролей арахідонової кислоти є її перетворена в групу метаболітів, так званих ейкозаноїдів, класу паракринних гормонів. Є три типи ейкозаноїдів: простагландини, тромбоксани та лейкотрієни. Обидві похідні, отримані з арахідонової кислоти (Тромбоксан і ЛейкотрієнB4) є судинозвужувальними ейкозаноїдами. Також важливо зазначити, що окислені продукти метаболізму лінолевої кислоти, такі як 9-гідроксиоктадеканова і 13-гідроксиоктадеканова кислоти, активують TRPV1, рецептори капсаїцину, і через це відіграють важливу роль в гипералгезії та аллодінії.
Підвищене споживання деяких омега-3 жирних кислот при зменшенні омега-6 жирних кислот, послаблює запалення, через зниження продукування цих ейкозаноїдів.
В одному дослідженні спостерігали за двома групами постраждалих після інфаркту міокарду, і дійшли висновку: при збільшенні концентрації альфа-ліноленової кислоти на 68% в експериментальній групі, при зменшенні лінолевої на 7% (на прикладі середземноморської дієти, багатої на альфа-ліноленову кислоту), спостерігалося загальне зниження рецидивів, інших серцевих подій та смертності загалом, ніж у контрольній групі.

## Використання

### Промислове використання
Лінолева кислота використовується для виробництва оліфи, як складової у виготовленні олійних фарб і лаків. Це застосування базується на простій реакції ненасичених зв'язків  лінолевої кислоти з киснем в повітря, в результаті якої відбувається міжмолекулярне зшивання і утворення стабільної плівки.
Відновленням лінолевої кислоти добувають лінолевий спирт.
Лінолева кислота — ПАР із значенням критичної концентрації міцелоутворення в 1,5·10-4 M @ pH 7,5.
Лінолева кислота стає більш популярною в косметології, завдяки її корисній дії на шкіру. Дослідження вказують на такі корисні ефекти при її місцевому застосуванні: протизапальна, відновлювальна дія, та захист від висушування.

### Використання у наукових дослідженнях
Лінолева кислота може використовуватися для демонстрації антиоксидантної дії природних фенолів. Експерименти із лінолевою кислотою, яку піддавали дії окислювачів  із різними комбінаціями фенолів (ініційованими 2,2'-азобіс(2-амідінопропан) дигідрохлоридом) продемонстрували, що подвійні суміші можуть як і взаємопідсилювати антиоксидантну дію, так і нівелювати її.
Лінолева кислота може бути пов'язаною із ожирінням, стимулюючи переїдання і пошкоджуючи дугоподібне ядро в гіпоталамусі.

## Харчові джерела
Примітка: більшість із наведених даних не перевірені науковими дослідженнями
| Продукт                   | Вміст лінолевої кислоти | Примітки      |
| ------------------------- | ----------------------- | ------------- |
| Сафлорова олія            | 74,62%                  |               |
| Олія примули вечірньої    | 73%                     |               |
| Макова олія               | 70%                     |               |
| Олія виноградних кісточок | 69.6%                   | [ 13 ]        |
| Соняшникова олія          | 65.7%                   |               |
| Олія із насіння опунції   | 65%                     |               |
| Конопляна олія            | 60%                     |               |
| Кукурудзяна олія          | 59%                     |               |
| Олія зародків пшениці     | 55%                     |               |
| Бавовняна олія            | 54%                     |               |
| Соєва олія                | 51%                     |               |
| Горіхова олія             | 51%                     |               |
| Кунжутова олія            | 45%                     |               |
| Рисова олія               | 39%                     |               |
| Арганова олія             | 37%                     |               |
| Фісташкова олія           | 32.7%                   |               |
| Арахісова олія            | 32%                     |               |
| Мигдаль                   | 24%                     |               |
| Ріпакова олія             | 21%                     |               |
| Курячий жир               | 18-23%                  | [ 14 ]        |
| яєчний жовток             | 16%                     |               |
| Лляна олія                | 15%                     |               |
| Смалець                   | 10%                     |               |
| Оливкова олія             | 10 (3,5 - 21)           | [ 15 ] [ 16 ] |
| Пальмова олія             | 10%                     |               |
| Какао-олія                | 3%                      |               |
| Макадамієва олія          | 2%                      |               |
| Вершкове масло            | 2%                      |               |
| Кокосове масло            | 2%                      |               |
|                           | середнє значення        |               |